# Habrotrocha leitgebii
Habrotrocha leitgebii är en hjuldjursart som först beskrevs av Carl Zelinka 1886.  Habrotrocha leitgebii ingår i släktet Habrotrocha och familjen Habrotrochidae. Inga underarter finns listade i Catalogue of Life.